# 松雅湖（南）站
松雅湖（南）站是长沙地铁3号线的地铁车站，位于中华人民共和国湖南省长沙市长沙县星沙街道开元东路与东四路交叉口，2020年6月28日开通运营。
车站建设时期工程名为松雅湖南站，开通前更名为现名称。但目前官方仍有部分站点信息页面直接标示为松雅湖南站，各处标识也存在全角和半角括号混用的情况。

## 车站结构
松雅湖（南）站位于开元东路与东四路交叉口，长210米，为地下两层岛式车站。
| 地面              | 出入口 | 1-3出入口                                                                                                 |
| 地下一层          | 站厅   | 客服中心、自动售票机、验票机                                                                              |
| 地下二层          | 站台   | \| \| \| 3号线往湘潭北站（星沙） \| \| 島式 · 開左邊车门 \| \| \| \| \| \| 3号线往广生（星沙文体中心） \| |
|                   |        | 3号线往湘潭北站（星沙）                                                                                   |
| 島式 · 開左邊车门 |        | |
|                   |        | 3号线往广生（星沙文体中心）                                                                               |

## 车站出口
松雅湖（南）站共设3个出口，并联通东四路地下过街通道，各出口及周围设施如下所示：
| 出口编号                              | 照片 | 无障碍设施 | 地点             | 可到达目的地                         |
| ------------------------------------- | ---- | ---------- | ---------------- | ------------------------------------ |
| 出口 · 1L · 扶手电梯标志              |      | 不適用     | 东四路           | 东方航标、尚鑫海悦                   |
| 出口 · 2L · 升降机标志 · 扶手电梯标志 |      |            | 开元东路、东五路 | 鹏基诺亚山林                         |
| 出口 · 3L · 扶手电梯标志              |      | 不適用     | 开元东路、东五路 | 方略国际金融中心、松雅湖国家湿地公园 |
| 註： 設有 \| 設有扶手電梯             |      |            |                  |                                      |

## 接驳交通

### 公交车
- 恒基凯旋门：X102路、X210路、X212路、X222路、星通5路
- 东四路开元东路口：星通22路、星通30路
- 家和院：X212路、星通22路、星通30路

## 车站历史
- 2014年5月2日，车站开工建设[6]。
- 2015年6月29日，车站主体结构封顶，为3号线首个完成主体封顶的站点[6]。
- 2020年6月28日，随3号线通车一同开通[1]。